# Inner Banks

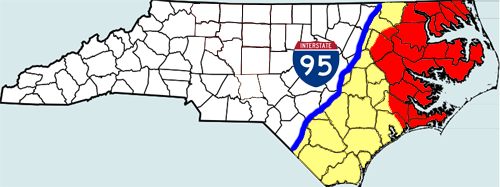
Die Albemarle Region (rot) als Teil der Gesamtregion der Inner Banks (gelb)

Seekarte „Bodie Insel Bis Kap Lookout“ (1943)

Die Inner Banks bezeichnen ein etwa 57.568 Quadratkilometer großes Gebiet an der Ostküste der Vereinigten Staaten, das zur Küstenregion im Osten des Bundesstaates North Carolina gehört. Dieser Abschnitt der Küstenregion wird als Inner Banks (Inneres Ufer) bezeichnet, um es von der vorgelagerten Inselkette der Outer Banks (äußere Küste), einer beliebten Touristenattraktion, zu unterscheiden. Die Inner Banks umfassen über 4500 Kilometer inländische Küste und über 2,5 Millionen Menschen leben in der Region. Crystal Coast und die Albemarle Region werden üblicherweise ebenfalls zu den Inner Banks gezählt. Die Gegend wird von kleinen Unternehmern und als Ruhesitz von Pensionären zunehmend geschätzt. "Inner Banks" wird üblicherweise mit dem Akronym IBX abgekürzt, der Begriff selbst ist eine Erfindung der Entwickler und der Tourismusbranche um dem überwiegend ländlichen Gebiet einen attraktiveren Anklang für Besucher und Pensionäre zu geben, er wird nur selten in der Umgangssprache verwendet.

## Geographie
Nach der allgemeinen Definition liegen die Inner Banks zwischen der Interstate 95 im Westen, den Outer Banks im Osten und erstrecken sich von der Grenze des Nachbarstaates Virginia im Norden bis zur südlichen Grenze nach South Carolina. Die 41 Countys, die die Region bilden, umfassen ein Gebiet dreimal größer als der Staat New Jersey, obwohl viele Regionen, die weiter von der Küste entfernt liegen, sich selbst nicht als Teil der Inner Banks empfinden und selten eingeschlossen werden. Aus der Geschichte heraus ein von der Landwirtschaft und der Textilindustrie geprägtes Gebiet befindet sich der Osten North Carolinas in einem wirtschaftlichen Umbruch, um die Region an die Erfordernisse einer globalisierten Ökonomie anzupassen.

## Albemarle Region

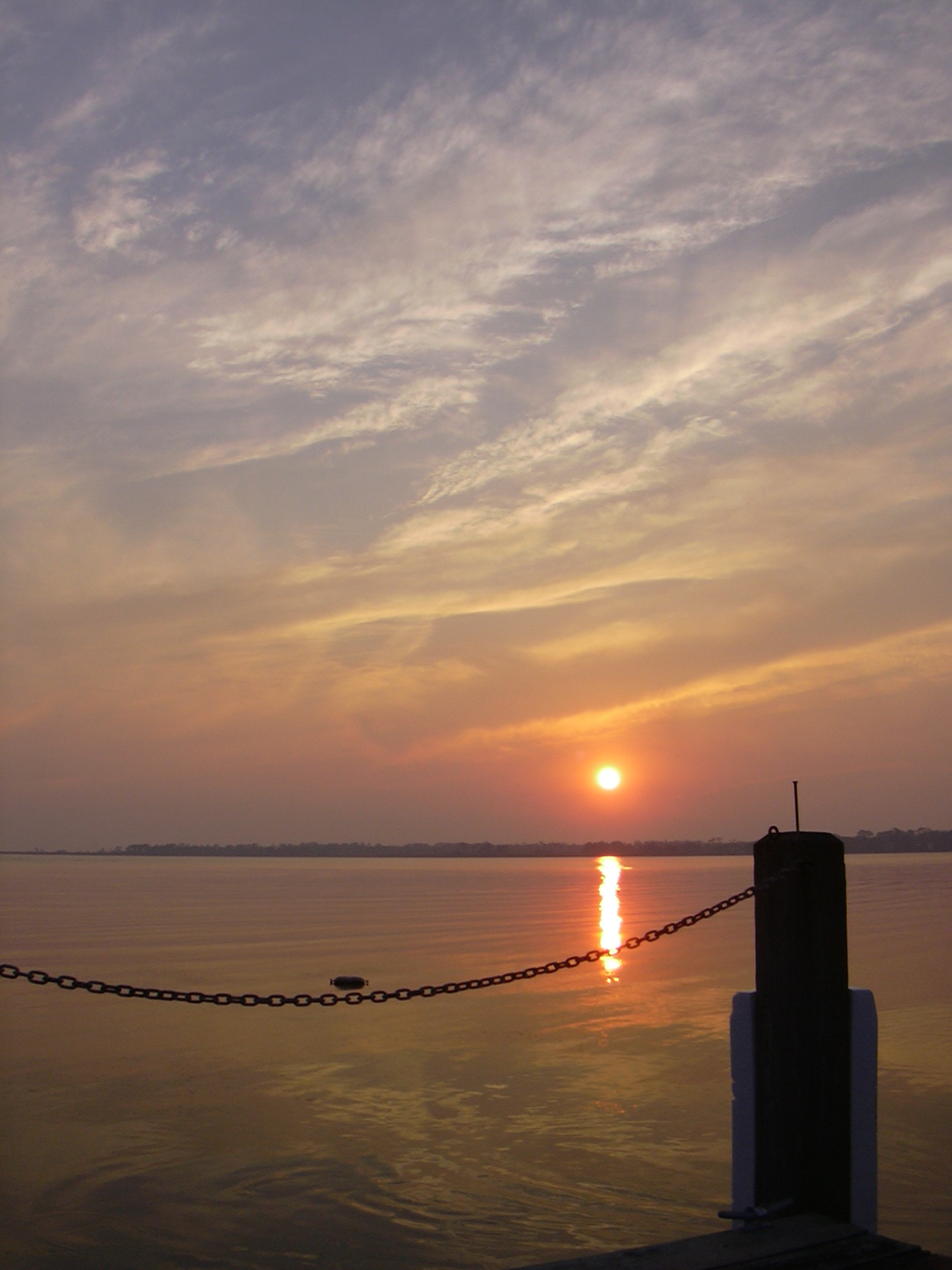
Sonnenuntergang bei Kill Devil Hills

Northeast North Carolina oder die Albemarle Region besteht aus 16 Countys im Nordosten des Staates, die an den Albemarle Sound und seine Zuflüsse, beispielsweise den Chowan River und den Roanoke River angrenzen. Obwohl die Region historisch betrachtet wirtschaftlich weit hinter den anderen Regionen North Carolinas zurückliegt, verfügt die Region über eine Fülle unerschlossener Strände, Flüsse und kleiner Ortschaften. Die Region bildet den nördlichen Teil der Inner Banks.

### Geschichte
Die Region, die das heutige nordöstliche North Carolina und südöstliche Virginia umfasst, war eines der ersten Gebiete Nordamerikas, die durch Europäer besiedelt wurde. Das erste britische Kind das in der Neuen Welt auf die Welt kam, Virginia Dare, wurde 1587 auf Roanoke Island im heutigen North Carolina geboren. Der größte Teil dieser Region gedieh bis zum Sezessionskrieg, in dem das Farmland und die Reedereien zum Ziel der Unionstruppen wurden. Viele Städte der Region wurden in dieser Zeit völlig zerstört, darunter Plymouth und Winton. Eines der ersten stahlgepanzerten Kriegsschiffe, die CSS Albemarle wurde von den Konföderierten in Plymouth eingesetzt.

### Wirtschaft
Sechs kleine Städte der Inner Banks haben sich zu der Creative Communities Initiative zusammengeschlossen um die regionale Wirtschaft durch Schaffung eines geeigneten Umfeldes für Wissenschaftler, Künstler und andere kreative Berufe zu schaffen. Die Orte sind Ayden, Edenton, Hertford; Murfreesboro; Plymouth; and Tarboro.

### Gliederung

#### Countys
Die Region setzt sich aus den folgenden Countys zusammen: 
- Beaufort County
- Bertie County
- Camden County
- Carteret County
- Chowan County
- Craven County
- Currituck County (Festland)
- Dare County (Festland)
- Edgecombe County (östlicher Teil des Countys)
- Gates County
- Hertford County
- Halifax (östlicher Teil des Countys)
- Hyde County (Festland)
- Jones County (östlicher Teil des Countys)
- Martin County
- Onslow County (östlicher Teil des Countys)
- Pamlico County
- Pasquotank County
- Perquimans County
- Pitt County
- Tyrrell County
- Washington County

#### Städte und Gemeinden
Eine Auswahl der in den Regionen der Inner Banks gelegenen Städte und Gemeinden:
| - Ahoskie - Ayden - Arapahoe - Bath - Bayboro - Beaufort - Belhaven - Bethel - Camden - Chocowinity - Columbia - Creswell - Currituck - Edenton | - Elizabeth City - Farmville - Gatesville - Greenville - Hampstead - Harkers Island - Havelock - Hertford - Jacksonville - Morehead City - Moyock - Murfreesboro - New Bern - Oriental | - Pantego - Plymouth - Robersonville - Roper - Swan Quarter - Swansboro - Tarboro - Trenton - Vanceboro - Washington - Williamston - Windsor - Winton |

### State Parks
In der Region liegen einige vom Staat unter Naturschutz gestellte Gebiete, die sogenannten State Parks:
- Goose Creek State Park
- Merchants Millpond State Park
- Pettigrew State Park

### National Wildlife Refuges
Einige Gebiete der Inner Banks mit einer besonders schützenswerten Tierwelt stehen als National Wildlife Refuges unter dem Schutz des Bundes.
- Alligator River National Wildlife Refuge
- Cedar Island National Wildlife Refuge
- Mattamuskeet National Wildlife Refuge
- Pocosin Lakes National Wildlife Refuge
- Roanoke River National Wildlife Refuge
- Swanquarter National Wildlife Refuge

### Inner Banks
- The IBX Newsletter
- Foundation of Renewal for Eastern North Carolina
- Outer Banks Visitors Bureau
- Museum of the Albemarle

### Albemarle Region
- Northeast North Carolina
- North Carolina's Northeast